# Nadine Krause
Nadine Krause (Waiblingen, 1982. március 25. –) német kézilabda-játékos. 2006-ban a világ legjobb kézilabdázójának választották. Ő az első német női játékos, aki a díjazottak között szerepel.
Kézilabdakarrierjét az akkor másodosztályú VfL Waiblingennél kezdte, ahol többek között az édesapja is edzette. Innen a HSG Blomberg-Lippe együtteséhez igazolt. 2001 óta a Bayer Leverkusen elsőosztályú csapatban játszott, majd idén, 2007-ben igazolt a dán elsőosztályba, az FCK Handboldhoz.
A német nemzeti válogatottban 1999. november 23-án 17 évesen debütált Románia ellen. A 2005-ös női kézilabda-világbajnokságon Oroszországban a világbajnokság gólkirálynője lett 60 találattal. A 2006-os Európa-bajnokságon újra gólkirálynő lett, 58 góllal.

## Sikerei
- 2001 Junior világbajnoki harmadik helyezett
- 2003 Ifjúsági Európa-bajnoki harmadik helyezett
- 2005 világbajnoki hatodik helyezett
- 2006 Európa-bajnoki negyedik helyezett
- 1998, 1999 kétszeres német ifjúsági bajnok (VfL Waiblingen)
- 2002 német kupagyőztes (Bayer Leverkusen)
- 2005 német kupadöntős (Bayer Leverkusen)
- 2005 Challenge Cup győztes (Bayer Leverkusen)
- 2006, 2007 kétszeres német bajnoki ezüstérmes (Bayer Leverkusen)

## Díjai
- 04/05, 05/06, 06/07 szezon legjobb kézilabdázója a Bundesligában
- 2005, 2006 az év női kézilabdázónője Németországban
- 2006 A világ legjobb kézilabdázója
- 2005-ös világbajnokság gólkirálynője
- 2006-os Európa-bajnokság gólkirálynője
- 2005, 2006 a Bundesliga gólkirálynője